# Minilasiocala arrowi
Minilasiocala arrowi är en skalbaggsart som beskrevs av Ohaus 1910. Minilasiocala arrowi ingår i släktet Minilasiocala och familjen Rutelidae. Inga underarter finns listade i Catalogue of Life.